# Penryn (vi xử lý)

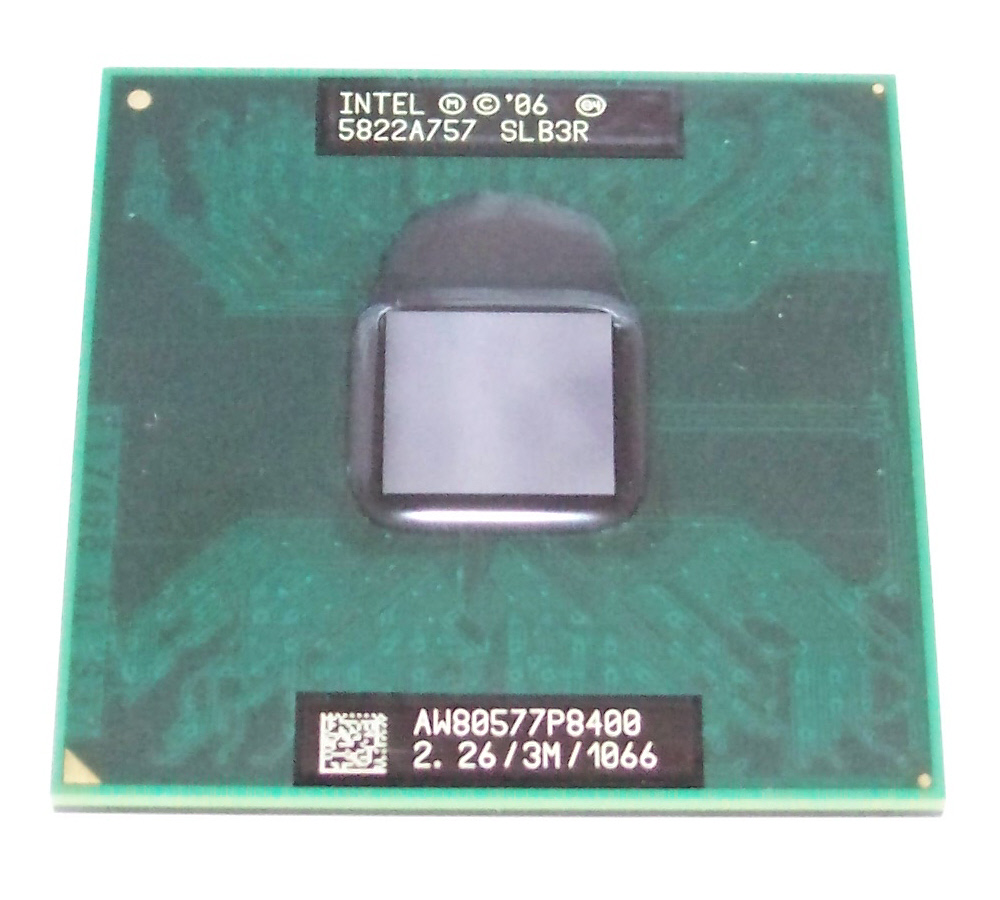
Bộ xử lý Intel Di động P8400 2,26 GHz/3MB/1066 AW80577SH0513M Penryn-3M SLB3R.

Peryn là tên mã của một bộ vi xử lý Intel được bán với các cấu hình như Core 2 Solo, Core 2 Duo, Core 2 Quad, Pentium và Celeron.
Trong quá trình phát triển, Penryn  là tên mã cho phần "Tick" 2007/2008 trong chu kỳ Tick-Tock của Intel, khi thu nhỏ Merom đến cỡ 45 nm như CPUID model 23. Thuật ngữ "Penryn" đôi khi được sử dụng để chỉ tất cả các chip 45 nm với kiến trúc Core.
Chip với kiến trúc Penryn có hai kích cỡ: MiB and 3 MiB L2 cache.
Phiên bản tiết kiệm điện năng của Penryn được biết đến như là Penryn-L, đây là vi xử lý đơn nhân. Penryn-QC bốn nhân được làm từ hai chip hai nhân và 6MB bộ nhớ đệm mỗi chip.
Phiên bản desktop của Penryn là Wolfdale và Wolfdale-DP (bản dual-socket). 
Penryn-QC tương ứng với Yorkfield cho desktop và Harpertown cho máy chủ. Dunnington – một chip cho máy chủ MP – là một sản phẩm ít liên quan hơn, dựa trên một chip khác nhưng sử dụng cùng một  kiến trúc Core 45 nm.
Penryn được thay thế bởi Nehalem-based Arrandale (hai nhân) và Clarksfield (bốn nhân).

## Biến thể
| Processor | Brand name     | Model (list) | Cores | L2 Cache    | Socket          | TDP     |
| --------- | -------------- | ------------ | ----- | ----------- | --------------- | ------- |
| Penryn-L  | Core 2 Solo    | SU3xxx       | 1     | 3 MiB       | BGA956          | 5.5 W   |
| Penryn-3M | Core 2 Duo     | SU7xxx       | 2     | 3 MB        | BGA956          | 10 W    |
| Penryn-3M | Core 2 Duo     | SU9xxx       | 2     | 3 MB        | BGA956          | 10 W    |
| Penryn    | Core 2 Duo     | SL9xxx       | 2     | 6 MiB       | BGA956          | 17 W    |
| Penryn    | Core 2 Duo     | SP9xxx       | 2     | 6 MiB       | BGA956          | 25/28 W |
| Penryn-3M | Core 2 Duo     | P7xxx        | 2     | 3 MiB       | Socket P FCBGA6 | 25 W    |
| Penryn-3M | Core 2 Duo     | P8xxx        | 2     | 3 MiB       | Socket P FCBGA6 | 25 W    |
| Penryn    | Core 2 Duo     | P9xxx        | 2     | 6 MiB       | Socket P FCBGA6 | 25 W    |
| Penryn-3M | Core 2 Duo     | T6xxx        | 2     | 2 MiB       | Socket P FCBGA6 | 35 W    |
| Penryn-3M | Core 2 Duo     | T8xxx        | 2     | 3 MiB       | Socket P FCBGA6 | 35 W    |
| Penryn    | Core 2 Duo     | T9xxx        | 2     | 6 MiB       | Socket P FCBGA6 | 35 W    |
| Penryn    | Core 2 Duo     | E8x35        | 2     | 6 MiB       | Socket P        | 35-55 W |
| Penryn-QC | Core 2 Quad    | Q9xxx        | 4     | 2x3-2x6 MiB | Socket P        | 45 W    |
| Penryn XE | Core 2 Extreme | X9xxx        | 2     | 6 MiB       | Socket P        | 44 W    |
| Penryn-QC | Core 2 Extreme | QX9xxx       | 4     | 2x6 MiB     | Socket P        | 45 W    |
| Penryn-3M | Celeron        | T3xxx        | 2     | 1 MiB       | Socket P        | 35 W    |
| Penryn-3M | Celeron        | SU2xxx       | 2     | 1 MiB       | µFC-BGA 956     | 10 W    |
| Penryn-L  | Celeron        | 9xx          | 1     | 1 MiB       | Socket P        | 35 W    |
| Penryn-L  | Celeron        | 7x3          | 1     | 1 MiB       | µFC-BGA 956     | 10 W    |
| Penryn-3M | Pentium        | T4xxx        | 2     | 1 MiB       | Socket P        | 35 W    |
| Penryn-3M | Pentium        | SU4xxx       | 2     | 2 MiB       | µFC-BGA 956     | 10 W    |
| Penryn-L  | Pentium        | SU2xxx       | 1     | 2 MiB       | µFC-BGA 956     | 5.5 W   |

### Penryn
Kế tiếp Merom core cho dòng vi xử lý di động Core 2 Duo T5000/T7000 có tên mã là Penryn, ra mắt trên quy trình 45nm. Nhiều chi tiết về Penryn xuất hiện vào tháng 4/2007 tại Intel Developer Forum.
Penryn đi đôi với dòng chipset desktop 2007, Bearlake, có hiệu năng bus được tăng cường (chẳng hạn trong kết nối với chip cầu bắc) từ 1333 MT/s và hỗ trợ DDR3 SDRAM. Với máy tính xách tay và các thiết bị di động Penryn đi đôi với dòng chipset di động Crestline không hỗ trợ DDR3, mặc dù Intel tin trong tương lai hỗ trợ DDR3 sẽ đem lại nhiều lợi ích cho môi trường di động vốn bị hạn chế về nhiệt và điện năng.
Vi xử lý Core 2 Duo và Core 2 Extreme dựa trên Penryn 45m được phát hành vào tháng 6/2008. Chúng được tung ra độc quyền với TDP 35 W. HP bắt đầu cung cấp mẫu đầu tiên, T9500, từ cuối tháng 1/2008. T9500 có xung nhịp 2.6 GHz cao hơn tất cả, trừ Extreme Edition của dòng Merom, và 6 MB (thay vì 4 MB) Level 2 Cache.
Intel phát hành chip Exxx dành riêng cho Apple vào ngày 28/4/2008, tăng xung nhịp lên 3.06 GHz, tăng Front Side Bus lên 1066 MT/s và thay đổi bộ nhớ đệm thành 6 MB shared L2. Tuy nó dùng cho desktop và có tên E8xxx nhưng lại có chung bao bì với CPU di động và do đó được coi là Penryn chứ không phải Wolfdale.
Cả SL9xxx, SP9xxx, P9xxx, T9xxx và X9xxx đều là Penryn  với đầy đủ 6 MB L2 cache được kích hoạt, trong khi P7xxx, P8xxx và T8xxx có thể là Penryn-3M hoặc Penryn  với chỉ 3 MB cache được kích hoạt. Chúng không thể phân biệt được bởi phần mềm, nhưng Penryn sử dụng mã sản phẩm là 80576.

### Penryn-3M

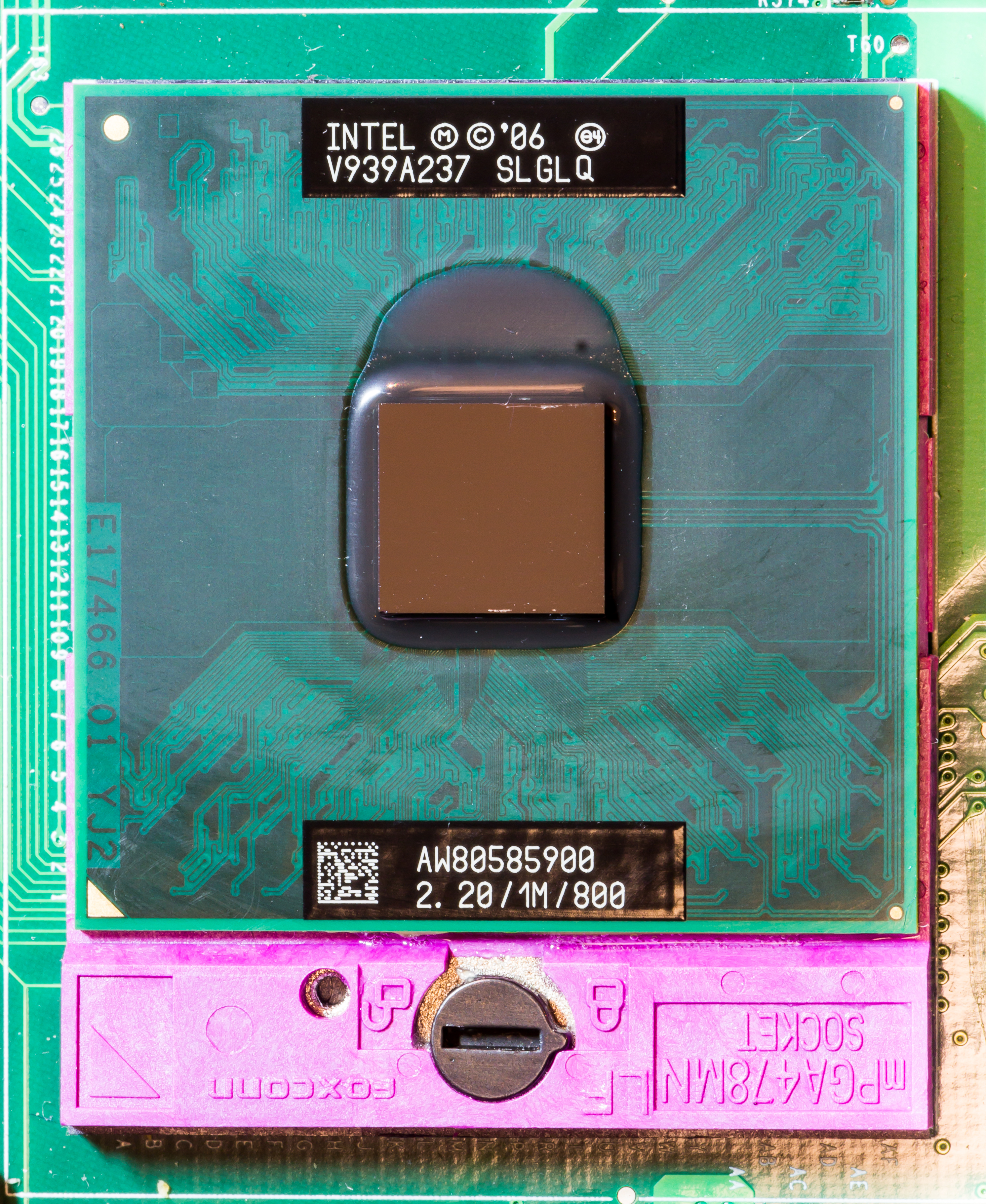
Celeron 900

Penryn-3M nhỏ hơn (82 mm² thay vì 107 mm²), được sử dụng trong bộ xử lý di động với L2 Cache 3 MB (hoặc ít hơn) như là sản phẩm kế tiếp Merom-2M, với mã sản phẩm là 80577.
Penryn-3M Core 2 bắt đầu bằng dòng T6xxx, với 2 MB L2 Cache và vi xử lý đầu tiên, T6400, có xung nhịp 2 Ghz.
Dòng vi xử lý khác cũng dựa trên Penryn-3M là Celeron T3xxx, Pentium T4xxx, Core 2 Duo SU9xxx, P7xxx, P8xxx, T8xxx.
Tháng 9/2009, Intel giới thiệu vi xử lý mới Consumer Ultra-Low Voltage (CULV), dựa trên Penryn-3M, như Celeron SU2xxx, Pentium SU4xxx và Core 2 Duo SU7xxx, với 1, 2 và 3 MB L2 cache active. Giống như dòng Core 2 Duo SU9xxx trước đây, chúng luôn dùng BGA956 package và có một TDP  chỉ 10 W.

### Penryn-L
Penryn-L không thực sự là một con chip riêng biệt mà chỉ là một phiên bản Penryn-3M với một nhân được kích hoạt. Tuy nhiên, nó có một mã sản phẩm riêng là 80585. Penryn-L được sử dụng trong Core 2 SU3xxx (với điện áp cực thấp), Intel 9xx (điện áp tiêu chuẩn) và CULV Intel 7xx và Pentium SU2xxx loạt. Các Intel phiên bản chỉ có 1 MB hoạt động L 2 bộ nhớ Pentium có một phiên bản 2.

### Penryn-QC
Tháng 8/2008, Intel phát hành hai vi xử lý lõi tứ mới cho notebook, Core 2 Quad Q9100 và Core 2 Extreme QX9300. Chúng đòi hỏi điện năng nhiều hơn (45 W) và cần làm mát nhiều hơn so với Penryn, không tự động tương thích với tất cả các notebook thuộc dòng Centrino 2. Phiên bản Extreme cũng yêu cầu chipset GS45/GM45/PM45.